# Detektyw Pozytywka
Detektyw Pozytywka – seria książek dla dzieci autorstwa Grzegorza Kasdepke. Pierwsza część została wydana w 2005 roku przez Wydawnictwo „Nasza Księgarnia”. Wszystkie książki ilustrował Piotr Rychel. Seria ukazała się także po ukraińsku. Oprócz podstawowych książek „Nasza Księgarnia” wypuściła serię czterech zeszytów edukacyjnych Akademia detektywa Pozytywki – dla dwu-, trzy-, cztero- i pięciolatków.
Utwór (pierwsza część cyklu) jest lekturą szkolną dla klas I-III szkoły podstawowej (od 2017 r., była nią nadal w kolejnej dekadzie - stan na 2024/2025). W 2022 rozpoczęły się prace nad serialem animowanym na podstawie serii.

## Fabuła
Każda książka z serii jest zbiorem opowiadań zawierających zagadki na wzór kryminalnych. Dotyczą one najczęściej życia codziennego mieszkańców pewnej kamienicy. Rozwiązania zagadek zamieszczone są na końcu książki, dzięki czemu czytelnik może próbować  zmierzyć się z nimi samodzielnie.

### Bohaterowie
Tytułowym bohaterem serii jest detektyw Pozytywka, właściciel agencji detektywistycznej Różowe Okulary. Jest to postać sympatyczna, ale czasami zachowuje się dziwnie, np. do obrony własnej wykorzystuje wyłącznie kaktusa. Jego konkurentem jest detektyw Martwiak, właściciel agencji detektywistycznej Czarnowidz. W opowiadaniach pojawiają się również inni mieszkańcy kamienicy: dozorca Pan Mietek, nauczycielka Pani Ryczaj, Pani Majewska, rodzeństwo Dominik i Zuzia, a także dziewczynka Asia.

## Książki
- 2005: Detektyw Pozytywka[10]
- 2006: Nowe kłopoty detektywa Pozytywki[10]
- 2007: Pamiątki detektywa Pozytywki[10]
- 2007: Wielka księga detektywa Pozytywki – zbiorcze wydanie czterech części cyklu[11] (początkowo trzech[12])
- 2012: Wakacje detektywa Pozytywki[10]
- 2017: Wielki powrót detektywa Pozytywki[13]
- 2017: Tajemnicze zniknięcie detektywa Pozytywki
- 2021: Jeszcze większa księga detektywa Pozytywki - zbiorcze wydanie zawiera: „Detektyw Pozytywka”, „Nowe kłopoty detektywa Pozytywki”, „Pamiątki detektywa Pozytywki”, „Wakacje detektywa Pozytywki”, „Tajemnicze zniknięcie detektywa Pozytywki” oraz „Wielki powrót detektywa Pozytywki”.

### Audiobooki
- 2005: Detektyw Pozytywka[9]
- 2005: Przygody detektywa Pozytywki[14]
- 2006: Powrót detektywa Pozytywki[15]

Audiobooki czyta Krzysztof Tyniec.